# Ksilonska kiselina
Ksilonska kiselina je šećerna kiselina koja se formira blagom oksdacijom ksiloze. Ksilonska kiselina se isto tako može formirati elektrokatalitičkim putem.

## Literatura
- Robyt, J.F. (1998). Essentials of carbohydrate chemistry. New York: Springer. ISBN 0-387-94951-8.